# Wilhelm IV. (Hessen-Kassel)
Wilhelm IV. von Hessen-Kassel, genannt der Weise (* 24. Juni 1532 in Kassel; † 25. August 1592 ebenda), aus dem Haus Hessen war von 1567 bis 1592 erster Landgraf von Hessen zu Kassel und Begründer der Linie Hessen-Kassel.
Wilhelm war ein Förderer der Naturwissenschaften und selbst ein kompetenter und angesehener Astronom. Er ließ in Kassel die erste Sternwarte Mitteleuropas einrichten und stattete sie mit modernsten Instrumenten aus. Darüber hinaus förderte er den Astronomen Tycho Brahe. Zu Wilhelms Beschäftigten gehörte ab 1579 Jost Bürgi. Wilhelm baute außerdem eine Sammlung wertvoller Uhren und wissenschaftlicher Instrumente aller Art auf.

## Leben

### Erbprinzenjahre
Wilhelm war der älteste Sohn des Landgrafen Philipp I. von Hessen aus dessen Ehe mit Christine (1505–1549), Tochter des Herzogs Georg von Sachsen. In seinem achten Lebensjahr wurde seine Erziehung von seinem Vater beaufsichtigt, der ihn sorgfältig ausbilden ließ. Der Schwerpunkt lag auf lateinisch-theologischem Gebiet. Das Erlernen der griechischen Sprache und die Hinwendung zu den Wissenschaften kamen erst später hinzu. Zu seinen Erziehern zählte unter anderem der Theologe Nicolaus Roding.
Nach dem Ausbruch des Schmalkaldischen Krieges wurde Wilhelm nach Straßburg geschickt, lebte dort im Haus des Johann Winter von Andernach und lernte Französisch. Im Jahr 1547 holte ihn sein Vater nach Kassel zurück und übergab ihm und seiner Mutter die Regierungsgeschäfte, um sich darauf in Gefangenschaft des Kaisers zu begeben. Wilhelm und seine Mutter wurden während dieser Regentschaft durch einen Regentschaftsrat unterstützt, der aus Heinrich Lersner, Rudolf Schenk zu Schweinsberg, Wilhelm von Schachten und Simon Bing bestand. Wilhelm widersetzte sich dem Augsburger Interim und nahm an der Spitze der hessischen Truppen an einem Feldzug gegen den Kaiser teil. Nach dem Vertrag von Passau kehrte Wilhelms Vater aus der Gefangenschaft zurück, beteiligte Wilhelm jedoch weiter an der Regierung und ließ sich von Wilhelm bei der Wahl Erzherzog Maximilians 1562 zum römischen König in Frankfurt vertreten.
Bei Verhandlungen mit Herzog Christoph von Württemberg lernte Wilhelm dessen Tochter Sabina (1549–1581) kennen, die er am 11. Februar 1566 in Marburg heiratete.
Nachdem Wilhelm heftigst gegen die Erhebung seiner Halbgeschwister, die er die „Ismaeliten“ nannte, aus der Nebenehe seines Vaters mit Margarethe von der Saale zu Reichsgrafen von Nidda protestiert hatte, änderte der Vater sein bisheriges Testament, in dem Wilhelm de facto als Alleinherrscher der Landgrafschaft Hessen bestimmt war, am 6. April 1562 und teilte das Land unter Wilhelm und seinen Brüdern. Wilhelm erhielt dabei Niederhessen, mit der Residenzstadt Kassel, dem Großteil der ehemaligen Grafschaft Ziegenhain sowie dem hessischen Teil der Herrschaft Schmalkalden.

### Landgraf von Hessen-Kassel
Die Brüder bestätigten die Festlegungen des Testaments und kamen am 28. Mai 1568 in der Ziegenhainer Einigung zu einem Vergleich, der die Teilung des Landes regelte. Wilhelm wurde damit der Begründer der Linie Kassel des hessischen Fürstenhauses. Seine drei jüngeren Brüder begründeten die Linien Hessen-Marburg, Hessen-Rheinfels und Hessen-Darmstadt.
Diese Teilung bedeutete, dass Hessen seine Vormachtstellung im Kampf um die Reformation verlor, die an die Oranier und die Kurfürsten von der Pfalz überging. Wilhelm konnte aber in den Folgejahren erfolgreich zwischen den Kurfürsten Friedrich III. von der Pfalz und August von Sachsen vermitteln und damit dem Protestantismus Vorschub leisten. Er war 1552 Mitunterzeichner des Vertrags von Chambord. Der von ihm zeitlebens angestrebte Schulterschluss von Lutheranern und Calvinisten im Reich blieb jedoch ein unerfüllter Wunsch des Landgrafen.
Wilhelm vergrößerte seine Herrschaft nach dem Tod des Edelherrn Dietrich IV. von Plesse (1571) und der Grafen Otto VIII. von Hoya († 1582), Friedrich II. von Diepholz († 1585) und Georg Ernst von Henneberg († 1583). Aus dem Besitz des letzteren erhielt er insbesondere den hennebergischen Anteil der Herrschaft Schmalkalden mit der Stadt Schmalkalden, welche er zu seiner Nebenresidenz machte und wo er das nach ihm benannte Schloss Wilhelmsburg erbauen ließ. Nach dem Tod seines Bruders Philipp von Hessen-Rheinfels erhielt er auch den Großteil der ehemaligen Grafschaft Katzenelnbogen. Im Merlauer Vertrag vom 8. September 1583 einigte er sich mit dem Mainzer Erzbischof Wolfgang von Dalberg über lange schwelende Grenzkonflikte zwischen Kurmainz und der Landgrafschaft, wobei fast alle noch verbliebenen Mainzer Besitzungen in Nordhessen endgültig an die Landgrafschaft fielen, während Hessen-Kassel seine Ansprüche im Eichsfeld aufgab.

## Nachkommen
Wilhelm IV. hatte aus seiner Ehe folgende Kinder:
- Anna Maria (1567–1626); ⚭ 1589 Graf Ludwig II. von Nassau-Saarbrücken (1565–1627)
- Hedwig (1569–1644); ⚭ 1597 Graf Ernst von Holstein-Schaumburg (1569–1622)
- Agnes (1569–1569)
- Sophie (1571–1616)
- Moritz (1572–1632), Landgraf von Hessen-Kassel; ⚭ 1. 1593 Gräfin Agnes zu Solms-Laubach (1578–1602); ⚭ 2. 1603 Gräfin Juliane von Nassau-Dillenburg (1587–1643)
- Sabine (1573–1573)
- Sidonie (1574–1575)
- Christian (1575–1578)
- Elisabeth (1577–1578)
- Christine (1578–1658); ⚭ 1598 Herzog Johann Ernst II. von Sachsen-Eisenach (1566–1638)
- Juliane (1581–1581)

Wilhelm hatte vor seiner Eheschließung außerehelich geborene Kinder mit Elisabeth Wallenstein:
- Christine (1552?–); ⚭ 1570 Nikolaus von Gaugreben
- Philipp Wilhelm (1553–1616); ⚭ 1. 1582 Anna Christine von Falcken († 1602); ⚭ 2. 1603 Christine von Boineburg (1582–1632)
- Wilhelm († 1564)

## Astronomische Tätigkeit

### Wissenschaftliche Ausbildung
Wilhelms Interesse für Astronomie scheint besonders Peter Apians „Astronomicum Caesareum“ geweckt zu haben, das noch im ptolemäischen System arbeitete und ihm von seinem Lehrer Rumold Mercator, dem Sohn des Kartografen Gerhard Mercator, nahegebracht wurde. Rumold Mercator widmete Wilhelm 1590 auch seine Germaniakarte. Weiterhin studierte Wilhelm die gängigen Lehrbücher von Peuerbach und Regiomontan.
Der seit 1558 in Kassel tätige Mathematiker und Astronom Andreas Schöner (1528–1590) berechnete für Wilhelm die Planetenbewegungen für die Jahre 1560 bis 1600 auf ptolemäischer Grundlage. Die von Apian vorgeschlagene Darstellungsmethode mittels Papierscheiben mag als Grundlage für Wilhelms spätere metallene Kreisscheiben-Systeme angesehen werden. Ein Beispiel ist das um 1561 vollendete Automatenwerk (die „Wilhelmsuhr“), das auf mehreren Zifferblättern die Ablesung der geozentrischen Längen und Breiten von Merkur, Venus, Mars, Jupiter, Saturn und des Mondes ermöglichte.

### Die erste neuzeitliche Sternwarte Europas
Um 1560 ließ Wilhelm an den Südwest- und Südostenenden des Kasseler Schlosses zwei dreigeschossige Anbauten errichten. Von den Terrassen aus hatte man einen freien Ausblick über das Fuldatal. So entstand die erste fest eingerichtete neuzeitliche Sternwarte Europas (zum Vergleich: Paris 1667, Greenwich 1675), wenn man Bernhard Walthers Umbau seines Privathauses in Nürnberg nicht schon als solche werten will. Das Kasseler Schloss brannte 1811 ab und wurde vollkommen zerstört.

### Astronomische Arbeit
Der Landgraf nahm zu drängenden Problemen seiner Zeit Stellung, wie etwa zur Kalenderreform. Sowohl für dieses Vorhaben wie auch zur Untermauerung der kopernikanischen Theorie bedurfte es jedoch vieler neuer und exakter Vermessungen. Es waren viele Abweichungen der Sternörter von den ptolemäischen Vorhersagen festgestellt. Wie nur wenige vor ihm machte sich Wilhelm daran, neue Vermessungen anzustrengen, um ein berichtigtes Sternenverzeichnis aufzustellen. Der protestantische Wilhelm erwies sich somit als Kind seines reformatorischen Jahrhunderts. Naturforscher in ganz Europa begannen, die antike Lehre zu überprüfen und die Natur direkt zu beobachten.
Bis zu seinem Regierungsantritt 1567 beteiligte sich Wilhelm aktiv an den Messungen für den Sternenkatalog. Ab 1584 führte der Mathematiker und Astronom Christoph Rothmann (um 1555 bis um 1600) diese Arbeit weiter. Der in Anlehnung an Ptolemäus letztlich 1025 Sterne umfassende Katalog wurde erst nach Wilhelms Tod abgeschlossen. Dazu wurden über Jahre hinweg insgesamt 383 Sterne neu bestimmt. Wilhelm trat aktiv für die Gregorianische Kalenderreform im Oktober 1582 ein. Dabei scheint ihm seine Doppelrolle als Forscher auf dem Fürstenstuhl die Funktion eines Moderators zwischen Astronomen und weltlichen Herrschern eingebracht zu haben.
1575 besuchte der 14 Jahre jüngere Däne Tycho Brahe den Landgrafen auf seinem Schloss in Kassel für zehn Tage zu einem Gedankenaustausch. Wilhelm verfügte schon über Erfahrungen einer 20-jährigen Tätigkeit als Astronom. Unter anderem ist dem Besuch die Empfehlung Wilhelms an den dänischen König für die Einrichtung von Tychos Observatorium auf der Insel Ven zu verdanken. In den darauf folgenden Jahren versuchte Tycho, mit immer größeren Instrumenten (zum Beispiel Quadranten bis 2,50 Meter Radius) die Genauigkeit zu erhöhen, während Wilhelm seine Mechaniker Präzisionsinstrumente von kleiner Dimension aus Metall bauen ließ. Für ihn arbeitete seit 1568 Eberhard Baldewein (ca. 1525–1593), ab 1579 der Schweizer Uhrmacher Jost Bürgi, der später für Johannes Kepler in Prag tätig war. Mit Kepler unterhielt Wilhelm einen regen Briefwechsel.
Einer seiner Mitarbeiter war auch Paul Wittich.

### Die Kasseler Instrumente
Die Genauigkeit fast aller Instrumente der Kassler Sternwarte war enorm. Die geographische Position des Kasseler Schlosses etwa konnte mit einer Ungenauigkeit von lediglich zehn Bogensekunden bestimmt werden. Die bekanntesten Stücke stammen von Jost Bürgi. Er war Autodidakt und konstruierte hervorragende Planeten- und Globusuhrwerke, später wurde er auch für seine Logarithmentafeln bekannt. Bürgi baute Pendeluhren mit Sekundenzeiger, was für diese Zeit sehr ungewöhnlich war. Erst diese Uhren ermöglichten es Wilhelm, von der seit antiken Tagen praktizierten Methode der Himmelsvermessung abzurücken.
1585 begann Bürgi mit der Arbeit an einem Himmelsglobus, der jedoch erst nach dem Tod des Landgrafen fertiggestellt wurde. Der Himmelsglobus bietet eine Darstellung des Sternenhimmels, die Erde im Mittelpunkt gedacht, daher präsentieren sich die Sternenpositionen auf der Oberfläche spiegelverkehrt. Beobachtungshorizont, Meridian und Ekliptik sind deutlich zu erkennen. Die Bewegung des mechanischen Globus erfolgt durch die innerhalb der Kugel untergebrachte Mechanik, der Globus dreht sich an einem siderischen Tag einmal. Auf dem Horizontring befindet sich ein Jahreskalender, durch einmaliges Einstellen des Ostertermins wurden auch bewegliche Feiertage korrekt angezeigt.

### Neue Methode der Himmelsvermessung
Mit dem seit der Antike unveränderten Verfahren zur Bestimmung der Sternenpositionen war schon der Sternenkatalog von Ptolemäus Almagest erstellt worden und auch Tycho Brahe arbeitete auf diese Art. Die Methode beruht auf der Messung der gegenseitigen Winkeldistanzen von Stern zu Stern mit Winkelmessinstrumenten wie Armillarsphäre oder Sextanten beziehungsweise Quadranten. Dabei geht man von der bekannten Koordinate eines Fixsternes aus.
Wilhelm hingegen arbeitete mit einem Vorgänger des heutigen Theodolits. Mit einem Azimutalquadranten und einem Höhenkreis konnte er die Höhe eines Sterns in einem bestimmten Azimut messen. Diese Größen ändern sich mit jeder Minute, mithilfe einer exakt gehenden Uhr kann aber aus Höhe, Azimut und der lokalen Sternzeit die Position des Gestirns in äquatorialen Koordinaten, also in Rektaszension und Deklination, berechnet werden. Demgegenüber wurden beim hergebrachten System Positionen durch die Messung mehrerer relativer Winkel mit Hilfe der sphärischen Trigonometrie bestimmt, also durch Berechnungen von Kugeldreiecken. Welche der beiden Methoden genauer ist, hängt von der Genauigkeit der verwendeten Geräte ab und ebendies war auch Tychos Kritikpunkt. Denn obwohl Bürgis Uhren Chronometer ersten Ranges waren, so war ihre Ungenauigkeit noch hoch im Vergleich zu den lange etablierten Winkelmessmethoden. Wilhelms neue Methode der Himmelsvermessung wurde erst einhundert Jahre später von John Flamsteed wieder aufgegriffen.

## Ehrungen
Der Mondkrater Wilhelm ist nach ihm benannt.